# 低腰盾蜗牛
低腰盾蜗牛（学名：Aegista granti browni），是柄眼目扁蜗牛科盾蜗牛属的一种。主要分布于台湾，常栖息在落叶堆中或矮灌丛植物的叶面上。